# Anatoliy Zlenko
Anatoliy Maksymovych Zlenko (ukrainien : Анатолій Максимович Зленко), né le 2 juin 1938 dans l'oblast de Kiev et mort le 1er mars 2021, est un diplomate et homme politique ukrainien, qui a servi comme ambassadeur d'Ukraine. Il est auparavant le ministre des Affaires étrangères de l'Ukraine.

## Biographie

### Carrière politique

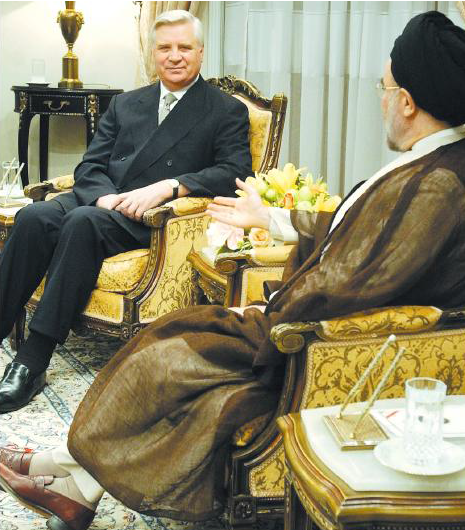
Anatoliy Zlenko avec le président iranien Mohammad Khatami en juillet 2003

Il est diplômé en 1967 de Université nationale Taras-Chevtchenko de Kiev. Il parle anglais, espagnol, portugais, français.
Entre 1967 et 1973, il est attaché, 2e secrétaire d'organisations internationales bureau du ministère des Affaires étrangères de l'URSS puis intègre en mars 1973 le personnel du secrétariat de l'UNESCO à Paris. En 1979, il devient conseiller du bureau des organisations internationales pour l'UNESCO au ministère des Affaires étrangères de l'URSS. D'octobre 1983 à mars 1987, il est le représentant permanent de l'URSS à l'UNESCO.
En mars 1987, il devient adjoint du ministre, puis de juillet 1989 à juillet 1990, il est premier adjoint du ministre des Affaires étrangères de l'Ukraine. Il est ensuite ministre des Affaires étrangères de l'Ukraine de juillet 1990 à août 1994. De septembre 1994 à septembre 1997, il est représentant permanent de l'Ukraine auprès de l'Organisation des Nations unies. Du septembre 1997 à octobre 2000, il est ambassadeur de l'Ukraine auprès de la République française. De septembre 1997 à octobre 2000, il est représentant permanent de l'Ukraine auprès de l'UNESCO, représentant de l'Ukraine au Conseil exécutif de l'UNESCO.
En novembre 1998, il devient ambassadeur extraordinaire et plénipotentiaire de l'Ukraine auprès de la République portugaise. Il est ministre des Affaires étrangères de l'Ukraine d'octobre 2000 à septembre 2003. En octobre 2003, il devient conseiller du président de l'Ukraine sur les questions internationales, et représentant de l'Ukraine à la Commission des Nations unies sur les droits de l'homme.

## Récompenses et décorations
- Ordre de la Légion d'honneur (France, 1998)
- Grand-croix de l'ordre du Mérite du Portugal, (1998)
- Diplôme du Présidium de la Verkhovna Rada d'Ukraine.

## Rang diplomatique
- Ambassadeur extraordinaire et plénipotentiaire de l'Ukraine.